# کامیار و آرش علایی
آرش علایی (زاده ۱۳۴۸) و کامیار علایی (زاده ۱۳۵۳) هر دو در کرمانشاه، پزشک، دانش‌آموخته و پژوهشگر پیشین دانشگاه هاروارد و استاد دانشگاه ایالتی نیویورک، کارشناس بین‌المللی بهداشت، و پایه‌گذار برنامه کلینیک‌های مثلثی برای جلوگیری از گسترش ایدز در ایران هستند. آن دو در سال ۱۳۸۷ در رابطه با فعالیت‌هایشان برای  پیشگیری از ایدز، دستگیر و زندانی و سه سال بعد آزاد شدند. بازداشت آن دو اعتراضات گستردهٔ بین‌المللی را در پی داشت.
برادران علایی به پاس تلاش‌هایشان برای کنترل بیماری ایدز چهار جایزه، از جمله جایزهٔ سالانه بهداشت جهانی توسط شورای بهداشت جهانی، و جایزهٔ الیزابت تیلور در سال ۲۰۱۲ و آکادمی علوم نیویورک و آکادمی علوم جهان را دریافت کرده‌اند.

## پیشینه
آن ها زاده تهران و بزرگ شده کرمانشاه زادگاه پدریشان هستند. پدر آرش و کامیار آموزگار بود. آرش علایی می‌گوید که او و برادرش کامیار از کودکی رویای پزشک شدن را داشتند. با آغاز جنگ ایران و عراق و بمباران شهرهای ایران از سوی عراق، علی برادر کوچکشان زخمی می‌شود. فداکاری یک پزشک اورتوپد به نام علی‌اکبر خرسندی (که در کودکی شاگرد پدر آرش و کامیار بود) در جابجایی علی از کرمانشاه به تهران و کمک‌های بیمارستانی او بدون دریافت هزینه، انگیزه پزشک شدن و کمک به دیگران را در دو برادر بیشتر می‌کند.

## درمان ایدز در ایران
کامیار و آرش علایی آموزش و درمان ایدز را از داود منصوری یاد گرفتند که در دوران دانشجویی دو برادر از فرانسه به ایران کوچ کرده بود. برادران علایی از بنیان‌گذاران کلینیک‌های مثلثی برای مشاوره و درمان ایدز و اعتیاد در ایران هستند.
آرش علایی پیش‌تر مدیر امور بین‌المللی آموزش و پژوهش در مرکز ملی آموزشی پژوهشی و درمانی سل و بیماری‌های ریوی در ایران بود. کامیار علایی پیش از دستگیری در ایران، پس از تحصیل در رشته پزشکی و سپس بهداشت در حوزه همه‌گیرشناسی در ایران و تحصیلات تکمیلی در رشته بهداشت جهانی در دانشگاه هاروارد در حال گذراندن دوره دکترای سیاستگذاری بهداشت در دانشگاه ایالتی نیویورک بود. برادران علایی که از سیزده سال پیش در برنامه‌ای برای مقابله با گسترش بیماری ایدز در ایران با تمرکز بر معتادان تزریقی در استان کرمانشاه شرکت داشتند، برای فعالیت در زمینهٔ کنترل ایدز به ایران بازگشته بودند. آن‌ها همچنین در تلاش بودند مقدمات همکاری‌های منطقه‌ای در زمینهٔ بهداشت میان دوازده کشور خاورمیانه و آسیای مرکزی را فراهم کنند.

## بازداشت
برادران علایی در ۳ تیر ۱۳۸۷ دستگیر شدند و از داشتن وکیل مدافع منع شدند. آنها در بازجویی به اتهام براندازی نظام جمهوری اسلامی، ارتباط با احزاب اپوزیسیون مخالف جمهوری اسلامی و تشکیل سازمان‌های غیردولتی که آمریکا در تشکیل آن‌ها نقش داشته‌است، متهم شدند. مادر برادران علایی ۲ بهمن ۱۳۸۷ اعلام کرد در ملاقاتی که ۳۰ دی ۱۳۸۷ با پسرانش داشت دریافت که آن‌ها از صدور حکم خود بی‌اطلاع‌اند، ۶۳ روز در زندان انفرادی هستند و نگران بود با شکنجه از پسرانش فیلم اعتراف تلویزیونی گرفته شود. آرش علایی علت دستگیری خود و برادرش را تلاش برای اطلاع‌رسانی درباره شمار واقعی مبتلایان به ایدز در ایران و همچنین دروغ دولت محمود احمدی‌نژاد درباره ساخت داروی درمان ایدز عنوان کرد.
سرانجام کامیار علایی به سه سال زندان محکوم و پس از طی کامل آن آزاد شد. آرش نیز که به شش سال زندان محکوم شده بود، سه ماه پس از آزادی برادرش به مناسبت عید فطر، عفو و آزاد شد. برادران علایی پس از آزادی از زندان، تا پایان عمر، از همه فعالیت‌های اجتماعی محروم شدند. بنابراین ادامه کار در ایران برای آنان ممکن نبود و کشور را ترک کردند.

## ادامه پژوهش‌ها در آمریکا
برادران علایی پس از خروج از ایران در سال ۲۰۱۱ اقدام به راه‌اندازی انستیتوی جهانی بهداشت و حقوق انسانی در دانشگاه ایالتی نیویورک در آلبانی کردند و تا سال ۲۰۱۷ به عنوان استاد دانشگاه و پژوهشگر کار می‌کردند. اما محدودیت‌های کار در دانشگاه، مانند محدودیت زمانی و پژوهش درباره موضوعات فراتر از چارچوب دانشگاهی یا عام‌المنفعه باعث شد که این دانشگاه را ترک کنند و انستیتوی بین‌المللی آموزش و بهداشت را بنیان‌گذاری کنند که مستقل باشد. زیرا هدف نهادهای دانشگاهی، بیشتر، آموزش و پژوهش است. اما نهادهای پژوهشی مستقل امکان خدمات‌رسانی به توده مردم را دارند.
برادران علایی در ۲۰ آوریل ۲۰۱۳ به صورت افتخاری، شهروندی ایالات متحده آمریکا را بدست آوردند.

## همکاری بین‌المللی
برادران علایی به صورت داوطلبانه با پزشکان بومی در کشورهای خاور میانه، مانند ترکیه، تاجیکستان، و سوریه همکاری می‌کنند.
آنها به تاجیکستان برای درمان ایدز، اعتیاد، و هپاتیت، و بهبود ساختار درمانی کشور مشاوره داده و در دریافت کمک‌های مالی بین‌المللی برای این کشور، تلاش می‌کنند.
برادران علایی به صورت داوطلبانه به پزشکان پناهنده سوری که با وجود جنگ داخلی سوریه، نمی‌خواهند سوریه را ترک کنند یک پروژه آموزش دانشگاهی از راه دور برگزار کردند.

## ادعای اتهامات علیه آرش علایی
وکلای آرش علایی، اتهامات را رد کردند.
وکلای آقای علایی تمام اتهامات را رد کردند و به بی‌بی‌سی گفتند که برای پاسخ دادن به هویت واقعی و نام این فرد نیاز دارند؛ اما بی‌بی‌سی بنا بر درخواست این فرد قادر به افشای هویت او نیست.
آرش علایی در ویدیویی که منتشر شده می‌گوید: «این گزارش کاملا مغرضانه غیرحرفه‌ای، کاملا هیجان‌زده و براساس منابع کذب تهیه شده است. بنده هیچ‌گونه پرونده‌ای در هیچ دادگاهی ندارم. هیچ فردی که مشخص کند که بنده به او آزار رسانده‌ام، از من شکایت رسمی نکرده و در هیچ مرکز، دادگاه و یا دانشگاهی هیچ پرونده‌ای یا محکمه‌ای علیه من تهیه نشده است.

## جایزه‌ها
برادران علایی چندین جایزه جهانی را به پاس تلاش‌هایشان برای کنترل بیماری ایدز دریافت کرده‌اند، از جمله:
- جایزه هاینتز پاگلز حقوق بشر دانشمندان از سوی فرنگستان علوم نیویورک (نوامبر ۲۰۰۹)[۱۶]
- جایزه بهداشت جهانی و حقوق بشر جاناتان من (Jonathan Mann Award for Global Health and Human Rights) به خاطر فعالیت ارزشمند برادران علایی در رسیدگی به اشخاص مبتلا به اچ‌آی‌وی در ایران به آن‌ها اعطا شد. (ژوئن ۲۰۱۱) «جایزه بهداشت جهانی و حقوق بشر جاناتان من» به کسانی تعلق می‌گیرد که در مبارزه علیه فقر، بیماری و بی‌عدالتی در جهان کار درخور توجهی انجام داده باشند. دکتر جاناتان من که جایزه به نام اوست، مدیر بنیان‌گذار برنامه ویژه ایدز سازمان جهانی بهداشت و مدافع فعال بهداشت و حقوق بشر بود. وی در سال ۱۹۹۸ در سانحهٔ سقوط هواپیما جان خود را از دست داد.[۱۷]
- جایزه حقوق بشر و بهداشت، دو برادر، از سوی نهاد نماینده سازمان جهانی بهداشت در منطقه آمریکای شمالی مورد تقدیر قرار گرفتند. (دسامبر ۲۰۱۱) در این مراسم که به مناسبت روز حقوق بشر (دهم دسامبر) در آمریکا برگزار شد، برادران علایی به خاطر آنچه «تلاش در زمینه بهداشت و حقوق بشر» عنوان شد لوح بزرگداشت دریافت کردند.[۱۸]
- جایزه الیزابت تیلور در نوزدهمین کنفرانس بین‌المللی ایدز که به‌طور مشترک به وسیله انجمن بین‌المللی ایدز و بنیاد تحقیقات ایدز اهدا می‌شود. (ژوئیه ۲۰۱۲) جایزه الیزابت تیلور به احترام تلاش‌های او در زمینه شناساندن بیماری ایدز به نام او نامگذاری شده است و به افرادی اهدا می شود که به صورت مستقل، در زمینه علمی کنترل بیماری ایدز فعالیت می‌کنند.[۳][۴]
- مدال افتخار جزیره الیس (۹ مه ۲۰۱۵).[۱۹][۲۰]
- جایزه رهبران بهداشت و حقوق بشر سازمان جهانی بهداشت و سازمان سلامت آمریکا (دسامبر ۲۰۱۱)[۱۶]